# JULIA (ZYYGの曲)
「JULIA」（ジュリア）は、ZYYGの6枚目のシングル。

## 作品解説
プロモーションビデオは、女性がベッドで横たわっているシーンから始まっている。カップリングの「Only Memories」は後藤康二が初めて作曲を手がけた楽曲。このシングル以降、インストゥルメンタルバージョンを収録しなくなった。テレビ朝日系「音楽ニュースHO」エンディングテーマで、2枚目のアルバム『Noizy Beat』の先行シングル。

## 収録トラック
1. JULIA
作詞･作曲:高山征輝 編曲:ZYYG
2. Only Memories
作詞:高山征輝 作曲:後藤康二 編曲:ZYYG

## 参加ミュージシャン
- 池田大介 - キーボード
- 加藤貴也 - キーボード